# Déborah François
Pour les articles homonymes, voir François.
Déborah François est une actrice belge née le 24 mai 1987 à Rocourt (Liège) en Belgique. Elle s'est fait connaître en 2005 grâce à son premier rôle dans L'Enfant des frères Dardenne. 
En 2009, elle remporte le César du meilleur espoir féminin pour Le Premier Jour du reste de ta vie de Rémi Bezançon.

## Biographie

### Révélation critique (années 2000)
Durant son adolescence, Déborah François fréquente le Collège Saint-Louis à Liège ainsi que l'Académie Grétry.
Elle apparaît pour la première fois sur grand écran à 16 ans dans le rôle de Sonia dans L'Enfant de Jean-Pierre et Luc Dardenne. Ce film remporte la Palme d'or au Festival de Cannes 2005.
En 2006, on retrouve la jeune actrice dans les salles obscures aux côtés de Catherine Frot avec La Tourneuse de pages de Denis Dercourt.
Mais c'est l'année 2009 qui marque un tournant : elle tient le premier rôle féminin de la comédie dramatique de l'argentin Alexis Dos Santos, London Nights ; puis elle côtoie Judith Godrèche et Frédérique Bel dans la comédie de mœurs Fais-moi plaisir !, écrite et réalisée par Emmanuel Mouret ; par ailleurs, elle donne la réplique à Matthias Schoenaerts dans le drame belgo-néerlandais My Queen Karo, de Dorothée Van Den Berghe ; enfin, elle accède à la reconnaissance critique en France en remportant le César du meilleur espoir féminin pour son interprétation de la jeune Fleur dans l'acclamée comédie dramatique Le Premier Jour du reste de ta vie, de Rémi Bezançon, sorti l'année précédente.
Elle est la marraine d'une association sans but lucratif liégeoise nommée « L’Atelier Scènes et Fil » qui est devenue, en février 2008, une entreprise coopérative.
En 2010 sort un nouveau projet international, le drame Memories Corner d'Audrey Fouché, où elle joue une journaliste française envoyée au Japon. À la télévision, elle joue aussi une étudiante se prostituant dans le téléfilm  Mes chères études, écrit et réalisé par Emmanuelle Bercot.

### Confirmation critique (années 2010)
Les années suivantes la voient capitaliser en France sur le succès du Premier Jour. 
En 2011, elle seconde Vincent Cassel dans le thriller franco-espagnol Le Moine, de Dominik Moll. Mais elle est aussi la tête d'affiche de la comédie dramatique sociale Les Tribulations d'une caissière, de Pierre Rambaldi. Sa performance lui vaut le Prix d'interprétation féminine au Festival de Sarlat, ainsi qu'une nomination aux Magritte du cinéma de la meilleure actrice.
En 2012, elle partage l'affiche de la comédie d'époque Populaire, de Régis Roinsard – Rose Pamphyle, avec la star hexagonale Romain Duris. Un long-métrage acclamé par la critique.
En 2013, elle tient le rôle principal du téléfilm C'est pas de l'amour, de Jérôme Cornuau, consacré aux violences conjugales.
En 2014, elle fait partie du casting réuni par Nicole Garcia pour sa comédie dramatique Un beau dimanche. Elle évolue aussi aux côtés de Pio Marmaï et Michael Lonsdale pour la saluée comédie dramatique Maestro, réalisée par Léa Fazer.
En 2015, retour à la télévision pour le thriller J'ai épousé un inconnu, de Serge Meynard, où elle incarne une psychiatre.
L'année 2016 est marquée les sorties de deux projets populaires : tout d'abord, elle joue la jeune journaliste dont s'éprend le héros de la comédie familiale Ma famille t'adore déjà !, de Jérôme Commandeur ; puis elle prête ses traits à Hortense Fiquet, l'épouse de Paul Cézanne, dans le biopic Cézanne et moi, de Danièle Thompson. Enfin, elle reste dans le cinéma d'auteur français en étant la tête d'affiche du thriller psychologique Fleur de tonnerre, co-écrit et réalisé par Stéphanie Pillonca-Kervern.
En 2017, même alternance : elle fait partie de la large distribution du film choral Chacun sa vie, écrit et réalisé par Claude Lelouch ; et se lance dans la comédie légère avec l'humoriste Alison Wheeler pour Loue-moi !, de Coline Assous et Virginie Schwartz. Et c'est à la télévision qu'elle défend un projet plus ambitieux : elle est au casting de la série dramatique Manon 20 ans, de Jean-Xavier de Lestrade.

## Filmographie

### Cinéma
- 2005 : L'Enfant de Jean-Pierre et Luc Dardenne : Sonia
- 2006 : La Tourneuse de pages de Denis Dercourt : Mélanie Prouvost
- 2007 : Les Fourmis rouges de Stéphan Carpiaux : Alex
- 2007 : L'Été indien d'Alain Raoust : Suzanne
- 2008 : Les Femmes de l'ombre de Jean-Paul Salomé : Gaëlle
- 2008 : Le Premier Jour du reste de ta vie de Rémi Bezançon : Fleur
- 2009 : London Nights (Unmade Beds) de Alexis Dos Santos : Véra
- 2009 : Fais-moi plaisir ! d'Emmanuel Mouret : Aneth
- 2009 : My Queen Karo de Dorothée Van Den Berghe : Dalia
- 2010 : Memories Corner d'Audrey Fouché : Ada
- 2011 : Le Moine de Dominik Moll : Valerio / Mathilde
- 2011 : Les Tribulations d'une caissière de Pierre Rambaldi : Solweig
- 2012 : Populaire de Régis Roinsard : Rose Pamphyle[3]
- 2014 : Un beau dimanche de Nicole Garcia : Emmanuelle Cambière
- 2014 : Maestro de Léa Fazer : Gloria
- 2016 : Ma famille t'adore déjà ! de Jérôme Commandeur : Éva
- 2016 : Cézanne et moi de Danièle Thompson : Hortense Fiquet
- 2016 : Fleur de tonnerre de Stéphanie Pillonca-Kervern : Hélène Jégado
- 2017 : Chacun sa vie de Claude Lelouch : Jessica
- 2017 : Loue-moi ! de Coline Assous et Virginie Schwartz : Léa
- 2019 : Never Grow Old d'Ivan Kavanagh : Audrey Tate
- 2019 : L'Autre Continent de Romain Cogitore : Maria
- 2019 : L'État sauvage de David Perrault : Justine
- 2020 : Irrémédiable (es) (El practicante) de Carles Torras (es) : Vanessa
- 2025 : Fanon de Jean-Claude Barny : Josie Fanon
- 2025 : Les Tourmentés de Lucas Belvaux : Manon

### Télévision
- 2007 : Dombais et fils de Laurent Jaoui : Florence Dombais
- 2008 : Ah, c'était ça la vie ! de Franck Appréderis : Julie
- 2010 : Mes chères études d'Emmanuelle Bercot : Laura
- 2013 : C'est pas de l'amour de Jérôme Cornuau : Laëtitia
- 2015 : J'ai épousé un inconnu de Serge Meynard : Emma
- 2017 : Manon 20 ans de Jean-Xavier de Lestrade : Jennifer Bressan
- 2021 : L'École de la vie d'Elsa Bennett et Hippolyte Dard : Clémence
- 2021 : Les Héritières de Nolwenn Lemesle : Mme Lebel
- 2021 : Sauver Lisa de Yann Samuell : Julie Bertho
- 2021 : Le Bruit des trousseaux de Philippe Claudel : Léa
- 2022 : Les Particules élémentaires d'Antoine Garceau : Annabelle Wilkenning
- 2022 : L'Île prisonnière, mini-série d'Elsa Bennett et Hippolyte Dard : Chris
- 2022 : Capitaine Marleau, épisode Héros malgré lui de Josée Dayan : Julia Alberti
- 2025 : Face à face : Sandra (saison 3, épisode 8)

### Doublage
- 2012 : Zarafa de Rémi Bezançon et Jean-Christophe Lie : Zarafa adulte

## Distinctions
- Citoyenne d'honneur de Liège (2009)[4]

### Récompenses
- Prix Suzanne-Bianchetti 2007
- César 2009 : César du meilleur espoir féminin pour Le Premier Jour du reste de ta vie
- Prix Romy-Schneider 2009
- Festival du film de Sarlat 2011 : prix d'interprétation féminine pour Les Tribulations d'une caissière
- Festival international du film de fiction historique 2016 : meilleure actrice pour Fleur de tonnerre

### Nominations
- César 2006 : César du meilleur espoir féminin pour L'Enfant
- César 2007 : César du meilleur espoir féminin pour La Tourneuse de pages
- Magritte du cinéma 2013 : meilleure actrice pour Les Tribulations d'une caissière
- Globe de cristal 2013 : meilleure actrice pour Populaire
- Magritte du cinéma 2015 : meilleure actrice pour Maestro